# استيبان خوسيه نافارو
استيبان خوسيه نافارو (بالإسبانية: Esteban José Navarro)‏ (22 مارس 1976 في إسبانيا - ) هو مدرب كرة قدم ولاعب كرة قدم إسباني في مركز الوسط. لعب مع نادي ألميريا ونادي قرطبة وCD Roquetas ‏.

## وصلات خارجية
- استيبان خوسيه نافارو على موقع قاعدة بيانات كرة القدم.إي يو (الإنجليزية)
- استيبان خوسيه نافارو على موقع Soccerway.com (الإنجليزية)